# Boris Petrovsky
Boris Petrovsky (* 1967 in Konstanz) ist ein deutscher Künstler, der mit Texten, Lichtobjekten und interpassiven und -aktiven Mediensystemen arbeitet. Seine Arbeiten versteht er als Auseinandersetzung mit der medialen Konstruktion von Wirklichkeit. Petrovsky ist außerdem Mitbegründer und Musiker in der Band krautfass3000.

## Leben
1989 ging Boris Petrovsky zum Studium der Bildenden Kunst und des Produktdesigns an die Hochschule für bildende Künste nach Hamburg. Er schloss das Studium 1996 mit Diplom für Produktdesign ab. Seit 2007 lebt und arbeitet er in seiner Heimatstadt.

## Werk
Zentrales Material sind Leuchtelemente, weshalb Petrovsky immer wieder als Lichtkünstler verstanden wird. Er sammelt Leuchtbuchstaben, Leuchtschriften, Logos und Grapheme, zerlegt diese in ihre Einzelteile und schafft sich so ein Repertoire zu neuen Konstellationen kombinierbarer Signifikanten. Ein Beispiel für diesen Typus Objekt ist der Zeichencluster iSmell, eine Rekombination der Elemente des Leuchtschriftzugs der Drogeriekette Douglas, die 2016 in dem der Salensteiner Galerie The View zugehörigen Militärunterstand zu sehen war.
Daneben gibt es Arbeiten aus Aluminium, Installationen aus Küchengeräten, asiatischen Winkekatzen, Blasebälgen, Fotoapparaten, Druckern, Modelleisenbahnen und andere. 
Seit 2005 steht weniger das komplexe Objekt im Zentrum als die Situation, die durch das Objekt ermöglicht bzw. getriggert wird.
Bei der für das Deutsche Buch- und Schriftmuseum Leipzig realisierten Matrix ABC52 Installation können Besucher per SMS Botschaften an die Leuchtschriftinstallation schicken. „Aus aufleuchtenden, geometrischen Fragmenten setzen sich Schriftzeichen zusammen, die Buchstabe für Buchstabe die Worte und Sätze der Botschaft in Licht schreiben.“ Die Botschaften der Nutzer werden dann unmittelbar beantwortet von durch einen Chatbot generierten Nachrichten. Direkte Fragen und Aussagen erhalten also zufällige Nachrichten, die der Nutzer als Antwort deuten kann.

## Ausstellungen
Das Werk von Boris Petrovsky wurde bislang in 17 Einzel- bzw. Duoausstellungen sowie 43 Gruppenausstellungen in Deutschland, Österreich, der Schweiz, Frankreich und Slowenien gezeigt.

## Auszeichnungen
Den Preis der ars electronica in Linz erhielt Petrovsky zweimal: 2010 und 2014.

## Publikationen
Bislang sind die Texte Petrovskys vor allem auf seiner  Website verfügbar.